# Niccolò Antonio Zingarelli
Pour les articles homonymes, voir Zingarelli.
Niccolò Antonio Zingarelli est un compositeur italien né à Naples le 4 avril 1752 et mort à Torre del Greco le 5 mai 1837.

## Biographie
Né à Naples, il vient à Paris en 1790 où il compose son Antigone. En réalité, d'après un interrogatoire de la Signora Baletti, chanteuse, à qui il donne des leçons de chant, daté d'août 1790, il serait arrivé à Paris avant le 1er juin 1788 et introduit dans les milieux musicaux par le comte d'Albaret et, comme il figure parmi les associés libres de la Société Olympique dans l'Almanach de 1788, il pourrait donc être arrivé à Paris dès l'hiver 1787. Il compose des airs qu'elle chante au théâtre de Monsieur, au Concert Olympique et au Concert Spirituel (en 1788 et 1789). Fuyant la révolution, il retourne en Italie et est nommé en 1792, maître de chapelle à la cathédrale de Milan, puis en 1794 maître de chapelle de la Santa Casa, la basilique Notre-Dame, à Loreto (Lorette).
En 1796, il rencontre Napoléon dans la basilique de Lorette avec lequel il lie d'amitié. Ce qui lui servira pour la suite de sa carrière.
En 1804, il est nommé maître des chœurs de la Cappella Giulia au Vatican, où il refuse, en 1811, de diriger le Te Deum pour la naissance du Roi de Rome. Fait prisonnier et amené à Paris, il est libéré et pensionné par Napoléon, grand admirateur de sa musique.
Il s'installe à Naples en 1813 pour diriger le Conservatoire, où il forme entre autres élèves Bellini, Costa et Mercadante. De 1816 à sa mort, il exerce la fonction de maître des chœurs à la cathédrale de Naples.

## Œuvres

### Opéras
- Montezuma, créé au théâtre San Carlo de Naples le 13 août 1781
- Alsinda, créé à la Scala de Milan en 1785
- Ifigenia in Aulide (1787)
- Artaserse (1789)
- Antigone, paroles de Jean-François Marmontel, créé à Paris en 1790[6]
- La morte di Cesare (1790)
- Pirro re di Epiro (1791)
- Annibale in Torino (1792)
- L'oracolo sannita (1792)
- Il mercato di Monfregoso (1792)
- La secchia rapita (1793), aujourd'hui perdu
- Apelle (1793), revised as Apelle e Campaspe (1795)
- Quinto Fabio (1794) ; Il conte di Saldagna (1794)
- Gli Orazi e i Curiazi (1795);
- Giulietta e Romeo (1796, livret de Giuseppe Maria Foppa)
- La morte di Mitridate (1797)
- Ines de Castro (1798)
- Carolina e Mexicow (1798)
- Meleagro (1798)
- Il ritratto (1799) ; Il ratto delle Sabine (1799)
- Clitennestra (1800)
- Edipo a Colono (1802) ; Il bevitore fortunato (1803)
- Berenice regina d'Armenia, (1811)
- Baldovino (1811), opéra perdu, livret de Jacopo Ferretti

### Musique sacrée
Zingarelli compose 541 œuvres à Loreto, dont 28 messes. En 1829, il écrit une cantate pour le festival de Birmingham. Moins d'un mois avant sa mort, il compose l'oratorio La Fuite en Égypte et une messe de Requiem, destinée à ses propres funérailles.

## Enregistrements
- Atalanta Fugiens : The Milanese Symphonies Vol.I , dir. Vanni Moretto - label Deutsche Harmonia Mundi, dans la collection Archivio della sinfonia milanese (réédité par le label italien Urania records sous le titre Symphonies 5-8)